# 神野神社 (まんのう町)
神野神社（かんのじんじゃ）は、香川県仲多度郡まんのう町神野にあり、満濃池の守護神として奉斎され延喜式内讃岐二十四社の一つにかぞえられた古社である。
祭神は罔象女命、天穗日命、別雷命、嵯峨天皇とされる。

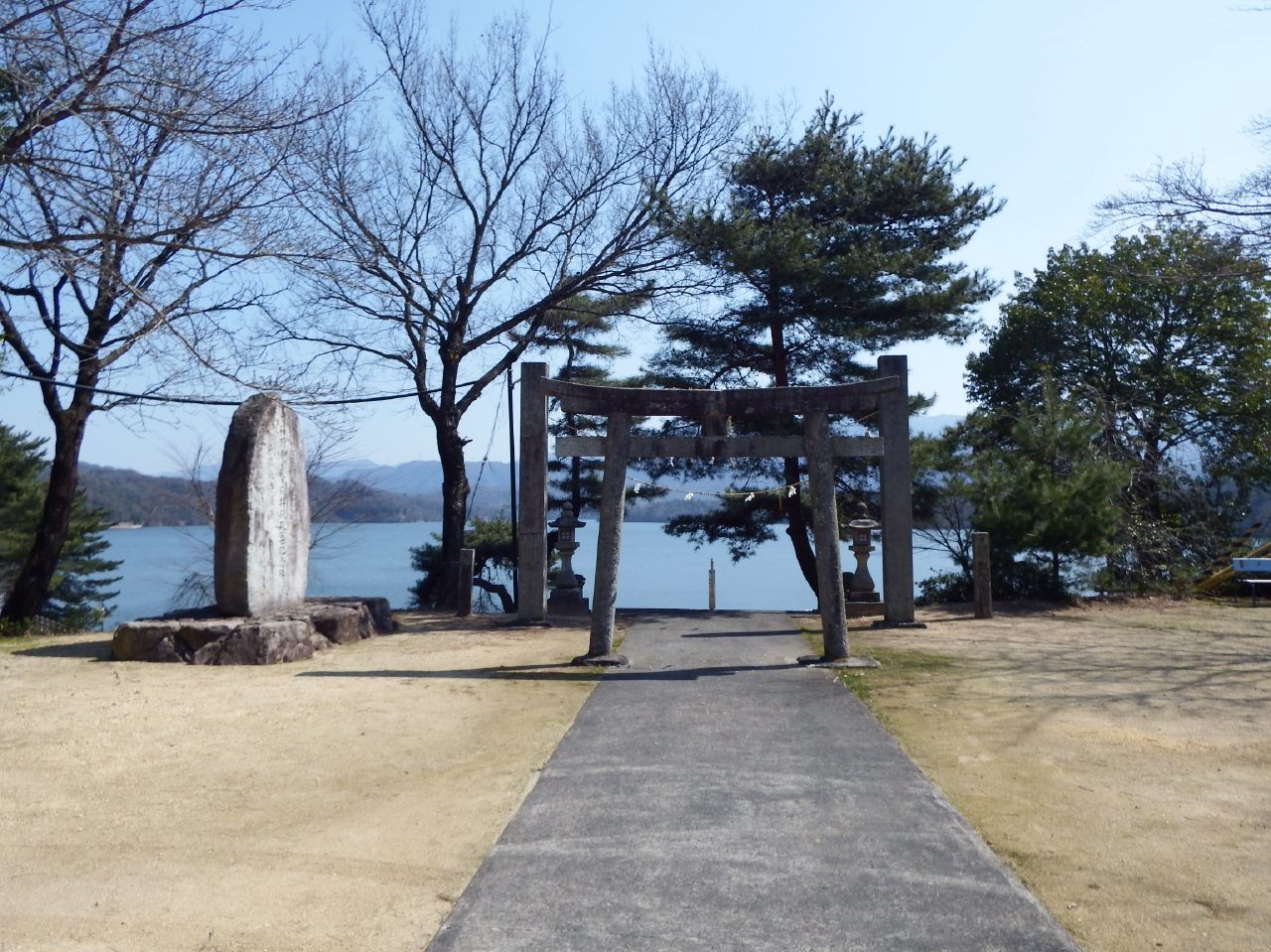
境内から見る満濃池